# Arturo García Buhr
Arturo García Bourg (Dolores, Provincia de Buenos Aires, 16 de diciembre de 1905 - Buenos Aires, 4 de octubre de 1995), más conocido como Arturo García Buhr, fue un actor, director y productor de cine argentino, notable por su trabajo durante el período clásico del cine argentino.

## Actividad profesional
Debutó en 1925 con Blanca Podestá en la obra teatral Bajo la garra. Realizó giras por América Latina y España. Debutó en el cine mudo en Manuelita Rosas en 1925, de Ricardo Villarán y apareció en el segundo filme sonoro, Dancing, con Amelia Bence y El inglés de los güesos, de Carlos Hugo Christensen.
Participó en películas entre ellas Bajo la santa federación, Así es la vida, La casa del recuerdo, Locos de verano, Los chicos crecen, por la que fue premiado como Mejor Actor, entre otras.
También dirigió cinco películas, Delirio, No salgas esta noche, Lauracha, ¿Vendrás a medianoche? y Mi mujer, la sueca y yoemprendió una gira con el director Enrique de Rosas por Europa. En 1951, año en que se estrenó Los isleros y se radicó en Europa.  De vuelta a la Argentina, luego de la Revolución Libertadora, grabó los versos de La marcha de la libertad en los sótanos de la Iglesia del Socorro. Luego se le encomendó la película Después del silencio, realizada en un par de meses, a principios de 1956. Se estrenó como parte de los festejos por el aniversario del golpe de Estado, el 13 de septiembre de 1956. Compitió como Mejor Actor en el Festival Internacional de Cine de Berlín por su papel en Fin de fiesta.
Después de nueve años sin actividad en el cine reapareció junto a otros actores veteranos en Los muchachos de antes no usaban arsénico.
En dos oportunidades fue elegido Mejor Actor de Reparto en el festival de cine de Panamá, en 1979 y en 1982. En 1981 obtuvo el Premio Konex - Diploma al Mérito.  Se retiró de la actuación en 1985 con Mingo y Aníbal contra los fantasmas, de Enrique Carreras. En 1991 fue distinguido por la Asociación Argentina de Actores con el Premio Podestá a la Trayectoria Honorable. En 1995 se le otorgó un Cóndor de Plata por su trayectoria.[cita requerida]

## Filmografía
Participó en las siguientes películas:
Director
- Mi mujer, la sueca y yo (1967)
- ¿Vendrás a medianoche? (1950)
- Lauracha (1946)
- No salgas esta noche (1946)
- Delirio (1944)

Intérprete
- La Rosales (1984)
- Pubis angelical (1982)
- Los crápulas (1981)
- El infierno tan temido (1980)
- Las travesuras de Cepillo (1978)
- La rabona (1978)
- Comedia rota (1978)
- Los médicos (1978)
- Los muchachos de antes no usaban arsénico (1976)
- Mi mujer, la sueca y yo (1967)
- Los guerrilleros (1965)
- El demonio en la sangre (1964)
- Un guapo del 900 (1960)
- Fin de fiesta (1960)
- Después del silencio (1956)
- Los árboles mueren de pie (1951)
- Los isleros (1951)
- Lauracha (1946)
- No salgas esta noche (1946)
- Delirio (1944)
- Los chicos crecen (1942)
- Locos de verano (1942)
- Mi amor eres tú (1941)
- El inglés de los güesos (1940)
- La casa del recuerdo (1939)
- Así es la vida (1939)
- Con las alas rotas (1938)
- Bajo la santa Federación (1934)
- Dancing (1933)

Producción
- Mi mujer, la sueca y yo (1967)

## Teatro
- El sirviente (1970- Teatro Empire)

## Vida privada
Tuvo una relación sentimental con la actriz y cantante Tita Merello y estuvo casado hasta sus últimos años con la actriz y bailarina Aída Olivier.

## Suicidio
Ya hacía diez años que había decidido dejar la actuación teatral antes de abandonar la pantalla grande. Víctima de un cáncer y bajo un profundo estado depresivo se suicidó de un tiro en la cabeza a los 89 años el 4 de octubre de 1995 en Buenos Aires. Sus restos fueron velados en el Teatro Nacional Cervantes.